# Nicolas Florentin
Nicolas Florentin (Pont-à-Mousson, 16 febbraio 1978) è un ex calciatore francese di ruolo centrocampista.

## Palmarès

### Club

#### Competizioni nazionali
- Ligue 2: 1

Caen: 2009-2010